# Информер
Информер је српски дневни лист са седиштем у Београду. Покрива области политике, регионалне и светске теме, популарне културе, здравства и спорта. Информер је један од најтиражнијих дневних листова у Србији, наводећи да се дневно прода преко 100.000 примерака. Године 2023. покренута је и телевизијска станица Информер ТВ.

## Контроверзе
Информер је познат по наклоности Српској напредној странци (СНС) и сензационалистичким причама, као и по честом објављивању лажних вести и кршењу новинарског кодекса. Препознати су по вређању и дискредитовању политичких противника председника Александра Вучића. Често објављује шовинистичке, сексистичке и ратнохушкачке чланке.
Године 2015. произвео је међународни скандал објављивањем порно-снимка америчке порнографске глумице Дајмонд Фокс, уз пратећи текст у којем се лажно наводи да се на фотографији налази председница Хрватске Колинда Грабар Китаровић. Ово је „оштро осудило” Министарство културе и информисања Србије које је позвало на санкције, као и народна посланица Азра Јасавић из Скупштине Црне Горе, у којој лист такође излази. Јасавић је позвала на измене Закона како би се Информер спречио да „брутализује жене”, за које је рекла да су на мети таблоида.
ЕУ против дезинформација је 2019. известио да је Информер био један од најистакнутијих српских извора лажних наратива и ратног хушкања у 2018. години. Према писању српског портала за истраживачко новинарство Crime and Corruption Reporting Network, више од 700 лажних вести објављено је на насловним странама провладиних таблоида током 2018. године, у којем предводи Информер. Twitter је 2020. угасио мрежу од 8.500 ботова који су написали укупно 43 милиона твитова. Ботови су таговали Вучића и СНС, спамовали про-Вучићев садржај и нападали његове политичке противнике. Информерови чланци су били међу онима који су се највише спамовали. Дана 22. фебруара 2022, два дана пре инвазије Русије на Украјину, Информер је објавио велики наслов у коме се наводи да је „Украјина напала Русију”.
У септембру 2022. објавио је интервју са серијским силоватељем Игором Милошевићем, који је тек пуштен након што је одлежао 15 година затвора. Милошевић је женама Србије слао поруке које су надалеко оцењене као контроверзне и које су довеле до протеста грађана, током којих је физички нападнут главни и одговорни уредник Информера Драган Ј. Вучићевић.
Према истраживачкој новинарској организацији КРИК, Информер је 2024. године у свом листу објавио преко 384 дезинформационих чланка.